# حزب الوطنيين الأحرار
حزب الوطنيين الأحرار، حزب يميني لبناني أسسه الرئيس الأسبق كميل شمعون سنة 1958 بعيد انتهاء ولايته. نادى باستقلالية لبنان وباقتصاد السوق. ينتمي أغلب محازبيه إلى الطائفة المارونية، أساسا في منطقة الشوف. شكل سنة 1968 الحلف الثلاثي مع حزب الكتائب والكتلة الوطنية وفاز ب8 مقاعد في المجلس النيابي. في بداية السبعينات كان الحزب يملك أكبر كتلة حزبية في المجلس. شارك الحزب في حكومة رشيد الصلح، آخر حكومة قبل الحرب بوزيرين: محمود عمار ونديم نعيم إضافة إلى ميشال ساسين المحسوب عليه. التحق أثناء الحرب الأهلية مع أحزاب يمينية أخرى بالجبهة اللبنانية. خاضت ميليشيا نمور الأحرار، جناحه العسكري، معارك ضارية ضد الحركة الوطنية ومنظمة التحرير الفلسطينية. تلقى الحزب ضربة موجعة إثر خسارة ميليشيا النمور مواقعها إثر هجوم شنته القوات اللبنانية بقيادة بشير الجميل سنة 1980.
تولّى سنة 1985 داني شمعون رئاسة الحزب خلفا لوالده واستمر في منصبه إلى أن اغتيل في أكتوبر 1990. ترأسه من بعده شقيقه دوري الذي قاده طوال فترة الوجود السوري في لبنان التي قاطع الحزب في اثناءها الانتخابات النيابية. تراجع تأثير حزب الوطنيين الأحرار على الساحة السياسية بعد وفاة مؤسسه سنة 1987، وترافق ذلك مع صعود حزبي القوات اللبنانية والتيار الوطني الحر. شارك حزب الوطنيين الأحرار في ثورة الأرز وكان جزءا من تحالف 14 آذار؛ إلا أنه عجز عن تحقيق مكاسب كبيرة في البرلمان. يترأس الحزب منذ أبريل 2021 كميل دوري شمعون، وهو عضو في مجلس النواب اللبناني في دورة 2022.

## تأسيس الحزب
أسس الرئيس كميل شمعون الحزب في 8 سبتمبر 1958 في أواخر عهده الذي شهد اضطرابات ومواجهات دامية مع المعارضة. سعى شمعون إلى توسيع رقعة مناصريه ذات الأغلبية المسيحية بتأسيس حزب عابر للطوائف والمناطق فكانت مجموعة المؤسسين: جورج عقل (ماروني من قضاء عاليه)، رضا وحيد (شيعي من قضاء صور)، محمد الفضل (سني من سير الضنية)، هنري طرابلسي (ماروني من قضاء الشوف)، جان حرب (ماروني من قضاء البترون)، شفيق ناصيف (أقليات من بيروت)، محمود عمار (شيعي من قضاء بعبدا)، قبلان عيسى الخوري (ماروني من قضاء بشري).

## قيادة الحزب
- الرئيس: كميل دوري شمعون
- نائب الرئيس: روبير خوري
- الأمين العام: يوسف الدويهي
- أمين الداخلية: كميل جوزيف شمعون
- أمين الإعلام: بطرس طراف
- أمين التربية: أنطوان الأسمر

أعضاء المجلس السياسي: أنطوان كرباج، سهيل طعمة، ميشال طربيه، جورج نعمان، علاء شمعون، الياس رزق، موسى أبو جودة، سامي شمعون، فرنسوا زعتر ويوسف صفير.

## الحزب في الانتخابات
شارك الحزب في كل الانتخابات النيابية منذ تأسيسيه باستثناء سنوات 1992 و1996 و2000 اثناء الوجود السوري في لبنان.

## انتخابات 2018
خاض الحزب الانتخابات في 4 دوائر عبر 6 مرشحين حزبيين:
- دائرة المتن عبر المحامي جوزف كرم عن المقعد الماروني ضمن «لائحة نبض المتن» بالتحالف مع حزب الكتائب.
- دائرة الشوف وعاليه:

ضمن «لائحة القرار الحر» بالتحالف مع حزب الكتائب ومستقلين:
- عن الشوف، كميل دوري شمعون ودعد القزي عن اثنين من المقاعد المارونية الثلاثة بالإضافة إلى غسان نعيم مغبغب عن المقعد الكاثوليكي، الذي كان ينتمي للحزب ولكنه يشارك في اللائحة كمستقل.

- في عاليه، إنطوان بو ملهم عن المقعد الماروني.

- دائرة كسروان الفتوح - جبيل:

في كسروان عبر زياد خليفة الهاشم عن المقعد الماروني ضمن لائحة «التغيير الأكيد» بالتحالف مع حزب القوات اللبنانية.
- دائرة بيروت الأولى: عبر رفيق بازرجي عن مقعد الأقليات ضمن «نحنا بيروت» بالتحالف مع مستقلين [9]

في دائرة بعبدا تبنى الحزب ترشيح الطبيب المستقل إيلي غاريوس  ضمن لائحة «سوا لبعبدا».

## انتخابات 2022
أعلن الحزب عن ترشيح 3 من اعضاءه للانتخابات النيابية 2022:
- رئيس الحزب كميل دوري شمعون عن المقعد الماروني في دائرة بعبدا ضمن لائحة «بعبدا السيادة والقرار»[11] بالتحالف مع حزب القوات اللبنانية والحزب التقدمي الاشتراكي ومستقلين شيعيين. (فاز)
- رشيد أبو جودة عن المقعد الماروني في دائرة المتن ضمن لائحة «متن الحرية» بالتحالف مع حزب القوات اللبنانية وحزب الهنشاك ومستقلين.
- فادي المعلوف عن مقعد الروم الكاثوليك في دائرة الشوف في دائرة جبل لبنان الرابعة ضمد لائحة «الشراكة والإرادة» بالتحالف مع حزب القوات اللبنانية والحزب التقدمي الاشتراكي ومستقلين.

إضافة إلى تبني المرشح انطوان صفير عن المقعد الماروني في دائرة جبل لبنان الأولى.

## مبادئ الحزب
تنطوي مبادئ الحزب على 16 مادة وهي:
- المادة الأولى:

يؤمن الحزب بلبنان وطناً نهائياً للبنانيين، ودولة سيدة حرة مستقلة، ضمن حدودها المعترف بها دولياً، نظامها ديموقراطي برلماني يقوم على فصل السلطات، وتكريس الحريات، وضمان حقوق الإنسان.
- المادة الثانية:

يؤمن الحزب بانتماء لبنان العربي على أساس قبول العروبة قبولاً حراً وواعياً بوصفها قيمة حضارية وإطاراً للتطور والتعاون بين الدول العربية وشعوبها، بعيداً عن أي اعتبار آخر عرقياً كان أم دينياً أم أيديولوجياً.
- المادة الثالثة:

يرى الحزب أن تقوم سياسة لبنان الدولية على الأسس الأتية:
- -     - عضويته في منظمة الأمم المتحدة.
    - عضويته في جامعة الدول العربية.
    - عضويته في مجموعة بلدان حوض البحر الأبيض المتوسط.
- المادة الرابعة:

يدعو الحزب إلى الابتعاد عن سياسة المحاور، وإلى إقامة العلاقات الفضلى مع الأسرة الدولية، وخصوصاً الدول العربية والصديقة، على قواعد ثابتة وواضحة من احترام كل دولة استقلال الأخرى وسيادتها ونظامها، وعدم التدخل في شؤونها الداخلية.
- المادة الخامسة:

يناهض الحزب الدعوات الطائفية والعنصرية والإقطاعية والانفصالية والتقسيمية ومحاولات الهيمنة والتسلط، والعقائد التي جوهرها تذويب الكيان اللبناني أو إلغاء خصوصيته. ويدين بالوحدة الوطنية في مجتمع تعددي ركيزته الحرية المسؤولة، والقبول والاعتراف المتبادلان، والمشاركة المتوازنة، والمساواة التامة في الحقوق والواجبات بين اللبنانيين، ولا ميزة فيه للبناني على آخر إلا بالإخلاص والكفاية والتضحية في خدمة لبنان. ويتطلع الحزب إلى تطبيق العلمنة الشاملة داعياً إلى بناء ثقافة علمانية، وإلى تطوير قوانين الأحوال الشخصية تطويراً مرحلياً لتأتي، نصاً وروحاً، أكثر انسجاماً في التطبيق مع مبدأي العدالة والمساواة، ومقتضيات الحداثة والتقدم.
- المادة السادسة:

يرى الحزب أن الإنسان هو القيمة المطلقة والمحور والهدف، ويحرص على توفير المناخات الملائمة لتمكين الأجيال الطالعة من التطور تبعاً لقدراتها، وضمن شروط تحددها حرية الآخرين في التطور، وحق الوطن.
- المادة السابعة:

يشدد الحزب على التمسك بالحرية، وكرامة الإنسان، والتسامح، والعدالة، والمساواة، والتراث اللبناني، والتقاليد الأصيلة، والقيم الإنسانية، والآداب الدينية والاجتماعية.
- المادة الثامنة:

يؤمن الحزب بديموقراطية التعليم ويدعو إلى دعم التعليم الرسمي في مختلف مراحله، وإلى المحافظة على التعليم الخاص وتعزيزه انطلاقاً من سياسة تربوية وطنية شاملة ومنفتحة على الحضارات كلها، وملتزمة دور لبنان ورسالته في هذه المنطقة من العالم. كما يدعو إلى إعداد إنسان حر واع مسؤول متكامل منتج خلاق متفاعل ومنسجم مع مجتمعه.
- المادة التاسعة:

يعمل الحزب من أجل حماية ثروات لبنان وحسن استثمارها وتوزيعها توزيعاً عادلاً على المناطق والفئات من دون مفاضلة أو استثناء. ويولي دور القرية اللبنانية اهتماماً خاصاً داعياً إلى إنمائها وإنعاشها للمحافظة على طابعها الخاص، والحد من هجرة أبنائها إلى المدينة.
- المادة العاشرة:

يؤمن الحزب بضرورة التزام مبدأ فصل السلطات نصاً وروحاً ويحرص على استقلال القضاء وتعزيزه، ويدعو إلى مجانية التقاضي إحقاقاً للحق، وترسيخاً للعدالة في المجتمع.
- المادة الحادية عشرة:

يركز الحزب على أهمية أجهزة الرقابة وضرورة تفعيلها، وعلى وجوب تحديث الإدارة وربطها بمجالات التنمية الخاصة بها.
- المادة الثانية عشرة:

يناضل الحزب لرفع مستوى الضمانات على اختلافها وتعميمها بحيث تشمل التقديمات قطاعات المجتمع اللبناني وفئاته، ولا سيما تلك الأحوج إلى الحماية كالمسنين والمعوقين والأطفال.
- المادة الثالثة عشر:

يدعو الحزب إلى وضع سياسة مالية وضريبية تتصف بالعدالة والشفافية والموضوعية ليجري في ضوئها تحديث القوانين المالية والأنظمة الضريبية.
- المادة الرابعة عشر:

يؤيد الحزب خيار النظام الاقتصادي الحر القائم على الملكية الخاصة، والمبادرة الفردية، وتكافؤ الفرص. كما يدعو إلى وضع ضوابط قانونية تكفل التنافس الحر، وإلى اعتماد إجراءات تحمي الاقتصاد الوطني، وتشجع الرساميل العربية والأجنبية على الاستثمار في لبنان.
- المادة الخامسة عشرة:

يعمل الحزب لتعزيز دور المغتربين وتنمية العلاقات بينهم وبين الوطن الأم، وتشجيعهم على الاحتفاظ بهويتهم اللبنانية وطابعهم الأصيل، وحثهم على العودة إلى لبنان لممارسة حقوقهم وواجباتهم الوطنية، وتوظيف إمكاناتهم المالية وطاقاتهم الفكرية وخبراتهم العملية فيه إسهاماً منهم في صونه وتقدمه وإعلاء شأنه.
- المادة السادسة عشرة:

يؤمن الحزب بقدسية مبادئه، وبضرورة حشد الطاقات الإنسانية والمادية وتعبئتها للنضال من أجل إقرارها وتنفيذها.

## قسم الحزب
”أقسم بالله وبشرفي أنني أؤمن بمبادئ حزب الوطنيين الأحرار، وأتعهد أمام الله والضمير أن أنشر هذه المبادئ، وأدعو لها، وأكتم أسرار الحزب، وأنفذ ما يعهد إلي من مهمات، وأضع المصلحة الوطنية والحزبية فوق كل مصلحة، وأكون قبل كل شيء مواطناً صالحاً أحترم قوانين بلادي وأنظمتها، وأذود عن لبنان وحريته واستقلاله وسيادته بدمي“

## للإستزادة
- أسلحة الحرب الأهلية اللبنانية